# Фолк, Джозеф Уингейт
Джозеф Уингейт Фолк (англ. Joseph Wingate Folk; (28 октября 1869 — 28 мая 1923) — американский юрист, реформатор, активист Демократической партии, 31-й губернатор штата Миссури. Он стал самым известным политиком в Миссури эпохи Прогрессивизма, и одним из самых крупных идеологов Прогрессивизма в США.

## Происхождение и ранние годы
Джозеф Фолк был седьмым ребенком в  семье Генри Бейта Фолка и Марты Корнелии Эстес. Его отец Генри родился в северокаролинском Уинсоре, в семье, которая владела фермой и несколькими рабами. Генри рано стал сиротой и переселился в Теннесси. В 1855 году он женился на Корнелии Эстес, дочери богатого плантатора. Он был учителем и пытался стать коммерсантом, но Гражданская война разрушила его планы. С 1865 года он был преуспевающим юристом в Браунсвилле. Генри и Корнелия были баптистами и поддерживали в семье строгие религиозные традиции. В юные годы Джозеф Фолк был склонен нарушать баптистские правила, и когда позже он стал членом общины, то сделал это более по рациональным мотивам. Всю свою жизнь он посещал церковь регулярно, но без энтузиазма. Фолк на всю жизнь сохранил христианские моральные ориентиры: современники отмечали его принципиальность и честность. Семья научила его серьезно относиться к образованию, и уже в 16 лет (в 1885 году) он окончил Браунсвиллскую Академию. Друзья отмечали его особые успехи в математике.
Три его старших брата окончили Уэйк-Форрест-Колледж, но Фолк решил, что у него больше шансов на успех за пределами Браунсвилла и переехал в Мемфис. Он сменил несколько работ, но потом серьёзно заболел и вернулся в Браунсвилл. При рождении ему дали имя Джоел, но теперь он решил сменить его и принял более официальное Джозеф У. Фолк. Он начал изучать право, накопил денег и осенью 1889 года поступил в Юридическую школу при Вандербильтском университете в Нашвилле. О его пребывании в этой школе мало что известно. Он окончил её в 1890 году и в том же году получил лицензию адвоката. Он вернулся в Браунсвилл, работал сначала в конторе своего родственника, а потом открыл свою собственную Он стал интересоваться политикой, участвовал в работе демократического клуба в Браунсвилле, а в 1892 году его даже пытались продвинуть в Законодательное собрание Теннесси, но он отказался.
Несмотря на все свои успехи, Фолк продолжал искать новые возможности, поэтому, когда его дядя, судья Фрэнк Эстес, предложил ему партнерство в свое юридической фирме в Сент-Луиси, Миссури, Фолк сразу согласился. В 1893 году, в возрасте 24 лет, имея профильное образование и опыт работы, он переехал из небольшого Браунсвилла в огромный Сент-Луис, на тот момент - четвертый по величине город США. Он часто возвращался в Браунсвилл, чтобы навестить родителей и Гертруду Гласс, дочь крупного фармацевта. Через три года Гертруда закончила браунсвиллкий женский колледж и 10 ноября 1896 года они поженились в доме Глассов.

## Политическая карьера
Когда в 1893 году Фолк приехал в Сент-Луис, город стремительно развивался. Он был железнодорожным центром и центром речных коммуникаций, а так же индустриальным и коммерческим центром. К 1900 году его население достигло 600 000 человек. Как все быстро растущие города, он имел множество урбанистических проблем. В городе не было мостовых, уличного освещения, вода была плохого качества, а в воздухе висел смог от выбросов промышленных предприятий. С 1876 года Сент-Луис первым в США добился городского самоуправления, и имел свою муниципальную ассамблею из двух палат. Этому органу предстояло решить накопившиеся проблемы города. В городе доминировала Демократическая партия, но реальная власть находилась в руках политической машины под руководством Эдварда Батлера по прозвищу "Босс". Изредка случались коррупционные скандалы, но в 1890-х общество ещё было недостаточно активно. Фолк за первые годы проживания в Сент-Луисе сумел построить успешный юридический бизнес со специализацией на корпоративном праве. Он присоединился к активистам Демократической партии и участвовал в создании Клуба Джефферсона. Фолк активно включился в работу, и во время президентских выборов 1896 года организовал поддержку кандидату Дженнингсу Брайану. Фолк стал известен как талантливый оратор, он лично встречался с Брайаном и продолжал поддерживать его даже после поражения на выборах. Фолк показал себя опытным политиком, поэтому в 1898 году его избрали президентом Клуба Джефферсона.